# Lepanthes caprimulgus
Lepanthes caprimulgus es una especie de orquídea epífita originaria de Ecuador.

## Descripción
Es una orquídea de tamaño pequeño, con hábito de epífita con ramicaules que están rodeados por vainas lepantiformes y una sola hoja apical, en términos generales una hoja elíptica con ápice bidentado y la base cuneada abajo en un pecíolo.
Florece en una inflorescencia filiforme de 6 cm de largo solitaria, floreciendo sucesivamente con las flores en forma de maní derivadas de cada nodo a partir de la base hacia arriba y manteniéndose por encima de la hoja, aparece en la naturaleza a principios del otoño hasta el invierno.

## Distribución y hábitat
Se encuentra en el centro de Ecuador y Perú en los niveles más bajos de los frescos bosques nubosos a una altitud de 1600 a 2330 metros.

## Taxonomía
Lepanthes caprimulgus fue descrita por Carlyle A. Luer y publicado en Selbyana 3: 12. 1976.
Etimología
Ver: Lepanthes
caprimulgus: epíteto latíno que se refiere "a la similitud de la flor con un pájaro caprimúlgido".